# Sándor Újhelyi
Sándor Újhelyi (ur. 28 lutego 1962) – węgierski lekkoatleta, sprinter.

## Kariera sportowa
Specjalizował się w biegu na 400 metrów. Odpadł w półfinale tej konkurencji na mistrzostwach Europy juniorów w 1979 w Bydgoszczy.
Zdobył srebrny medal w biegu na 400 metrów na halowych mistrzostwach Europy w 1982 w Mediolanie, przegrywając jedynie z Pawłem Konowałowem ze Związku Radzieckiego, a wyprzedzając Benjamína Gonzáleza z Hiszpanii. Odpadł w półfinale tej konkurencji na mistrzostwach Europy w 1982 w Atenach i na halowych mistrzostwach Europy w 1983 w Budapeszcie. Na mistrzostwach świata w 1983 w Helsinkach odpadł w półfinale sztafety 4 × 400 metrów.
Újhelyi był mistrzem Węgier w biegu na 400 metrów w latach 1981–1983, w sztafecie 4 × 100 metrów i w sztafecie 4 × 200 metrów w 1982 i 1983 oraz w sztafecie 4 × 400 metrów w 1979, 1980, 1982 i 1983. Był również halowym mistrzem Węgier w biegu na 400 metrów w 1982 i 1983.
Dwukrotnie poprawiał rekord Węgier w biegu na 400 metrów do czasu 46,19, uzyskanego 4 lipca 1981 w Warszawie. Pięć razy był rekordzistą swego kraju w sztafecie 4 × 400 metrów do wyniku 3:04,95 (11 czerwca 1983 w Zagrzebiu). Jego rekord życiowy w biegu na 400 metrów wynosił na stadionie 46,19 s, a w hali 46,69 s (20 lutego 1983 w Budapeszcie).